# Padrão do Lorena
O Padrão do Lorena é um belvedere localizado na Rodovia Caminho do Mar. Relaciona-se com o tráfego de mulas pela Calçada do Lorena, em grande parte para escoamento da produção de açúcar do interior paulista. Ponto médio do traçado da Calçada do Lorena na Serra do Mar, contém as placas de inauguração dessa estrada em homenagem a Lorena, redescobertas pelo próprio Washington Luís. O trecho em frente a esse monumento foi preservado com macadame.